# Erastria marginata
Erastria marginata là một loài bướm đêm trong họ Geometridae.